# Косович Віталій Якович
Віталій Якович Косо́вич (нар. 10 червня 1939, Славута) — український живописець і педагог; член Національної спілки художників України з 2010 року. Лауреат Чернівецької обласної премії імені Георгія Гараса за 1998 рік та Чернівецької обласної премії імені Одарки Киселиці за 2019 рік.

## Біографія
Народився 10 червня 1939 року в місті Славуті Хмельницької області (нині Україна). У 1955—1956 роках працював на Славутському склозаводі; у 1956—1958 роках — на Київському м'ясокомбінаті, у 1958—1962 роках — авіасигнальником Міністерства оборони СРСР у Львові, у 1962—1963 роках — художником-оформлювачем Славутського районного Будинку
культури.
Протягом 1963—1968 років навчався на живописному відділенні в Одеському художньому училищі ім. М. Б. Грекова у Сергія Лукіна, Володимира Путейка.
У 1968 році викладав у Хмельницькій дитячій художній школі; у 1969—1978 роках — у Вижницькому училищі прикладного мистецтва (серед учнів: Володимир Воронюк, Володимир Зелінський, Людмила Кубай, Петро Подолець), одночасно навчався на художньому факультеті Одеського педагогічного інституту ім. К. Д. Ушинського, який закінчив 1975 року. Був учнем Івана Логвина. З 1978 року обіймав посаду старшого викладача дитячої художньої школи у Вижниці. 

## Творчість
Працює у галузі станкового живопису. В імпресіоністичному стилі створює пейзажі, натюрморти та портрети. Серед робіт:
- «Лукаш і Мавка» (1970);
- «Буковинські ткалі» (1975);
- «Автопортрет» (1984);
- «Натюрморт з рибою» (1984);
- «Дружина» (1985);
- «Сонячна осінь» (1985);
- «Осінь у Карпатах» (1986);
- «Ісус» (1986);
- «Великодній натюрморт» (1994);
- «Письменник Іван Гришин-Грищук» (1995);
- «Повінь на Черемоші» (1999);
- «Околиці селища Космач» (2000);
- «Роксолана» (2007);
- «Замок князів Острозьких. 14 століття» (2012);
- «Кругла Башта. 16 століття» (2012);
- «Вижницький дворик» (2013).

Бере участь в обласних, всеукраїнських мистецьких виставках з 1970 року. Персональні виставки відбулися у Чернівцях у 1992 році, Рівному в 1995 році, Хмельницькому в 1996 році, Івано-Франківську в 2008 році.